# 세아 (1999년)
세아(본명: 김수정, 1999년 12월 5일~)는 대한민국의 여성 가수이며, 댄스 팝 음악 걸 그룹 《HIGHTEEN》의 구성원이다.
2016년 5월 25일, 댄스 팝 음악 걸 그룹 《HIGHTEEN》의 구성원으로 데뷔를 하였다.

## 학력
- 서울길음초등학교(졸업)
- 동구여자중학교(전퇴)→삼각산중학교(졸업)
- 리라아트고등학교 디지털사운드콘텐츠학과(졸업)

## 디스코그래피

### 싱글 음반
- 2016.05.25. 《Grow Up》
- 2017.08.29. 《우주(WouldYou)》

### EP 음반
- 2016.10.14. 《1st. Mini Album _ TEEN MAGIC》
- 2018.04.18. 《2nd Mini Album》

### 피처링
- 2016년 에이션 - 《여름아 부탁해》 ... (2002년 「인디고(Indigo, 구성원: 곽승남, 김대진)」의 원곡을 2016년 6월 16일 리메이크한 작품.)